# Marcus Lutter
Marcus Lutter (* 11. Dezember 1930 in München; † 22. Juni 2021 in Palermo) war ein deutscher Jurist und Rechtswissenschaftler.

## Leben
Lutter studierte ab 1950 Rechtswissenschaften mit dem Schwerpunkt Handelsrecht und Rechtsvergleichung in München, Paris und Freiburg im Breisgau. Er war Mitglied der Studentenverbindung ATV Cheruscia-Burgund Freiburg im ATB. Nach dem Ersten Juristischen Staatsexamen 1954 wurde Lutter 1956 an der Albert-Ludwigs-Universität Freiburg mit einer familienrechtlichen Arbeit zum Dr. jur. promoviert (Titel der Dissertation: Das französische belgische und luxemburgische Eheschließungsrecht in kritischer und rechtsvergleichender Betrachtung zum deutschen Eheschließungsrecht). Nach dem Zweiten Juristischen Staatsexamen arbeitete er von 1957 bis 1960 als Notar in Rheinland-Pfalz. Nach der Habilitation an der Rechts- und Staatswissenschaftlichen Fakultät der Universität Mainz 1963 (Thema: Kapital, Sicherung der Kapitalaufbringung und Kapitalerhaltung in den Aktien- und GmbH-Rechten der EWG) erhielt Lutter 1966 einen Ruf an die neu gegründete Ruhr-Universität Bochum. Dort übernahm er den Lehrstuhl für Deutsches und Europäisches Handels- und Wirtschaftsrecht. 1972 war Lutter Visiting Professor an der University of California Law School in Berkeley. Von 1980 bis zu seiner Emeritierung 1996 war Lutter Direktor des Instituts für Handels- und Wirtschaftsrechts an der Universität Bonn.
In den Jahren 2000/2001 war Lutter Mitglied der Regierungskommission „Corporate Governance“, von 2001 bis Mitte 2008 war er Mitglied der Regierungskommission Deutscher Corporate Governance Kodex. Später war Lutter Sprecher des Zentrums für Europäisches Wirtschaftsrecht der Universität Bonn, dessen Vorsitz er seit 1989 innehatte.
Lutter hat als Autor zahlreicher Aufsätze, Bücher und Kommentare das Recht der Aktiengesellschaft und der GmbH in den letzten Jahrzehnten maßgeblich mitgeprägt. Außerdem war er bei Fragen der Corporate Governance engagiert. Lutter unterstützte das Reinhard-Mohn-Institut für Unternehmensführung und Corporate Governance (RMI) an der Universität Witten/Herdecke, wo er als Gastdozent tätig war. 
Schüler von Lutter sind Uwe H. Schneider, Peter Hommelhoff, Wolfram Timm, Barbara Grunewald und Tim Drygala.

## Ehrungen und Auszeichnungen
Lutter war Ehrendoktor der Wirtschaftsuniversität Wien (1994), der Universität Warschau (2003) und der Friedrich-Schiller-Universität Jena (2008). 1991 wurde er mit dem Verdienstorden der Bundesrepublik Deutschland (Großes Verdienstkreuz) ausgezeichnet sowie dem Großen Goldenen Ehrenzeichens für Verdienste um die Republik Österreich und dem Verdienstorden der Republik Polen (Komtur).